# Bendungan (Kraton)
Bendungan is een bestuurslaag in het regentschap Pasuruan van de provincie Oost-Java, Indonesië. Bendungan telt 6496 inwoners (volkstelling 2010).